# Гора-Каменка
Гора́-Ка́менка — деревня в Карамышевской волости Псковского района Псковской области России.

## География
Расположена в 16 км к северо-востоку от села Карамышево и в 35 км к востоку от Пскова.

## Население
| 2001 | 2002 | 2010 |
| ---- | ---- | ---- |
| 116  | ↘110 | ↘95  |

## История
До 1 января 2010 года деревня входила в состав ныне упразднённой Большезагорской волости.